# Vil·la de Barenys
La Vil·la de Barenys o Mas de l'Espinac o Tossal del Ros és un jaciment arqueològic de l'època romana que es troba a Salou (Tarragonès), inclòs a l'Inventari del Patrimoni Arqueològic i Paleontològic de Catalunya.
Es tracta d'una de les zones històriques més significatives del municipi. Està situada vora l'antic poble de Barenys, avui desaparegut. Les troballes arqueològiques realitzades durant les campanyes d'excavació indiquen l'existència d'un jaciment destinat a l'explotació agrícola i industrial del territori. Es tracta de la part rústica d'una vil·la romana.
L'estat de conservació de les restes arqueològiques ens permet indicar que l'espai va quedar abandonat a finals del segle I dC o començaments del segle ii. El conjunt arqueològic correspon a un edifici de planta rectangular destinat a la producció de ceràmica: el forn circular, de tres metres i mig de diàmetre s'utilitzava per coure les peces de ceràmica. La terrisseria es proveïa d'aigua per mitjà d'un aqüeducte excavat a la roca que permetia portar aigua des del barranc de Barenys.

## Parts del jaciment
1. El forn de planta circular es troba al costat d'una rasa, Sector sud.[1] El seu estat és força bo. Es pot apreciar com s'ha conservat completament la cambra de combustió amb evidents restes de foc a l'interior, la graella d'un gran espessor i la boca i part de la cobertura que estan fetes de tovots. Crida bastant l'atenció que no hi hagi cap pilar interior que faci suport de graella, cal dir que la boca del forn està oberta en una paret construïda amb tègules. Davant del forn hi ha una paret feta amb tovots i es tracta d'una cambra de treballs. A l'interior d'aquesta es van trobar peces mal cuites, restes del forn, etc. D'aquella cambra el que crida l'atenció és la presència d'àmfores tarraconenses.
2. La premsa de vi i les dolies eren uns grans recipients d'emmagatzematge fets de terrissa (fang), de forma ovalada i les seves dimensions eren més grans que les de les àmfores, no tenien coll ni nanses i podien mesurar fins a 1,8 m d'alçada, Sector central.[1] N'hi havia de moltes mides, però normalment tenien una capacitat de 30 o 60 àmfores, uns 600 o 700 litres, tot i que podien arribar fins a 2000 litres. Les seves parets eren gruixudes i sota podien col·locar-se indicacions estampades com a senyal de procedència o producció d'un determinat taller o producte. Els usos a què estaven destinades eren molt variats. Podien emmagatzemar farina, fruita, aigua, most o vi. En funció del seu ús rebien diferents noms: dolium vinarium (vi), dolium olearium (oli), dolium frumentarium (cereal), dolium acinarium (raïm, panses) i dolium amurcarium (figues). Els dos mètodes d'emmagatzemar en dolis eren mantenir-los mig enterrats en el sòl o dempeus sota sostre.

## El sistema econòmic de les vil·les: Que s'hi feia?
La producció agrícola era el fonament bàsic de l'ager d'una ciutat com Tarraco. L'economia va passar d'una economia amb fortes arrels ibèriques a una situació econòmica fonamentada en el sistema de les vil·les romanes.
La producció d'oli i vi. Les premses per a oli i per a vi són iguals en la seva base i només es diferencien en l'alçada dels muntants, però el que permet distingir-les és el seu entorn. En general els dipòsits de recollida del líquid són més grans quan es tracta de vi i els magatzems també solen ser més grans en el cas de cellae vinarie. El vi es guardava en soterranis, que s'anomenaven dolia defossa.
També es creu que potser s'utilitzaven bots de pell d'animals per transportar l'oli i el vi, com es feia fins ben entrat al segle xx. Una altra especulació és que s'emmagatzemés i es transportés el vi utilitzant botes de fusta, segurament en èpoques més avançades a la del període augustià o julioclaudi, que és el gran moment del negoci amb els productes de l'ager de Tarraco.
Cellae olearia. Un cop l'oli sortia de la premsa es recollia en un dipòsit superior, on si afegia aigua calenta de tal forma que les impureses es precipitaven a la part inferior, juntament amb l'aigua, mentre que l'oli se’n desprenia i flotava al damunt i passava per decantació al segon dipòsit.
L'aigua amb impureses s'evacuava pel desguàs obert a la part inferior de la paret externa del dipòsit. En el segon dipòsit es repetia l'operació, i es feia passar l'oli al tercer. Finalment es repetia l'operació al tercer dipòsit i l'oli, ja ben purificat, passava al quart dipòsit, d' on s'extreia per emmagatzemar-lo.
Cellae vinariae De cellae vinariae se’n han trobat a deu jaciments del camp de Tarragona, i s'han identificat com premses i/o magatzems de dolia i/o dipòsits possiblement de vi. Concretament a Salou se n'ha trobat a la vil·la romana de la Burguera i a la vil·la de Barenys.
La vil·la romana de la Burguera, situada a Salou, es va bastir en l'època de Tiberi. En aquesta fase es va construir una instal·lació d'elaboració de vi, amb un magatzem de dolia, al costat d'una àrea de premsat. En aquesta vil·la s'ha excavat un magatzem de dolia de gairebé cent gerres, que el converteixen en un dels de més capacitat de la regió.